# Exetastes rubrinotum
Exetastes rubrinotum là một loài tò vò trong họ Ichneumonidae.